# Монастырь Пиленхофен
Монастырь Пиленхофен (нем. Kloster Pielenhofen) — бывший женский цистерцианский монастырь в одноименном муниципалитете коммуны Пиленхофен в баварском округе Верхний Пфальц. Был основан в 1240 году; во время Реформации, в 1542, перешел под светское управление. Был распущен в ходе секуляризации в Баварии, в 1803 году.

## История и описание
Монастырь в Пиленхофене являлся аббатством для монахинь-цистерцианок, посвященным Успению Пресвятой Девы Марии; монастырь был основан в 1240 году местными лордами Хоэнфельсами и Эренфельсами. В 1542 году, во время Реформации в княжестве Пфальц-Нейбург (Пфальц-Нойбург), община монахинь была передана под светское управление, а в 1655 году монастырь был переподчинен имперскому аббатству в Кайсхайме. Во время секуляризации в Баварии, проходившей в 1803 году, монастырь был окончательно распущен: так его монастырская церковь стала местной приходской церковью.
В 1806 году монахини-кармелитки из Мюнхена и Нойбурга-ан-дер-Донау переехали в здание в Пиленхофене, образовав совместный женский монастырь. В 1838 году монахини-визитантки приобрели здания, основав в нём школу для девочек. В 1981 году начальная школа Пиленхофена — относящаяся к школе-интернату при Регенсбургском соборе — заменила прежнюю школу. В 2010 году пять последних монахинь, остававшихся в монастыре, переехали в общину в Цангберге. Барочная монастырская церковь включает в себя две трехъярусные башни-колокольни; внутри церкви располагается высокий алтарь, созданный в стиле позднего барокко.

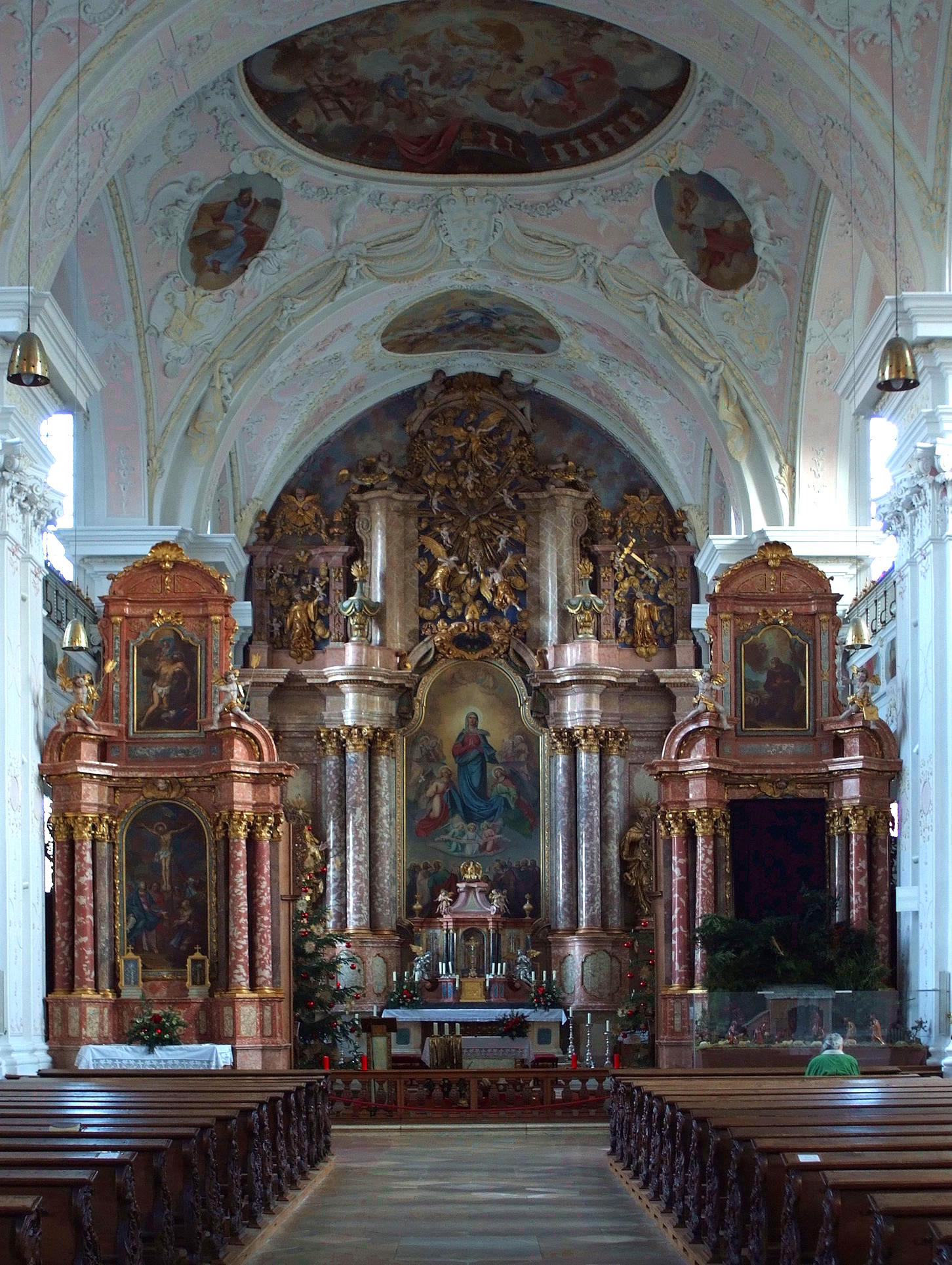
Алтарь бывшей монастырской церкви